# Afelandra
L'afelandra (Aphelandra squarrosa), és una espècie de planta amb flors dins la família de les acantàcies, que es fa servir com planta d'interior. És originària de l'est del Brasil. Aquesta espècie és citada dins Flora Brasiliensis de Carl Friedrich Philipp von Martius.

## Cultiu
Requereix molta llum però ha de ser indirecta. La seva floració pot ser encoratjada per l'exposició a la llum perllongada. És sensible al contingut d'humitat, la qual no pot ser excessiva ni massa escassa, ja que en aquests casos les fulles es tornen marrons i cauen.
Floreix en l'interval de temperatures de 18-21 °C; i pateix quan baixen per sota de 15 °C durant un període perllongat.

## Referències

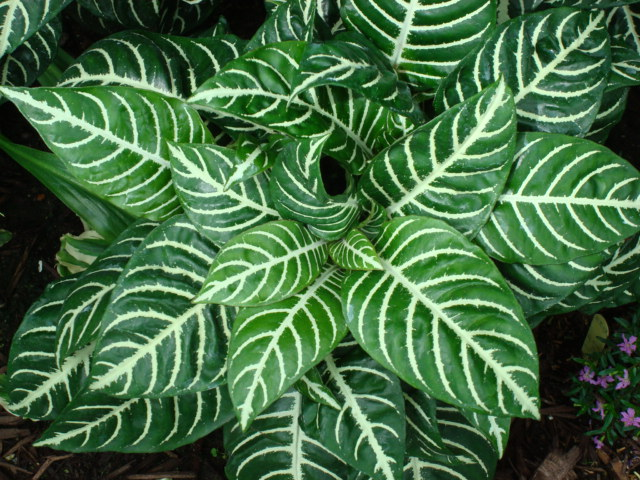